# Nultijd
Nultijd is een term uit de duiksport. Als er binnen de nultijd gedoken wordt, moeten er geen decostops gemaakt worden. Bij gebruik van een duikcomputer is dit een duik waarbij tijdens het beëindigen van de duik, op een diepte van 12
m of ondieper, geen decostops op het scherm worden weergegeven. In de praktijk betekent dit dat de duiker ten allen tijde naar de oppervlakte kan stijgen. 
Langere duiken zijn mogelijk, maar dan zijn bijkomende decostops noodzakelijk. Recreatieve duiken vallen meestal binnen de nultijd. 

## Nultijd berekenen
Voor het berekenen van de nultijd worden vandaag de dag duikcomputers gebruikt. Voor de algemene introductie van deze computers werden duiktabellen gebruikt. Een van de bekendste en meest gebruikte is de RDP-tabel (Recreational Dive Planner). De lengte en de diepte van de duik én de gebruikte perslucht of andere mixen die in duikflessen kunnen worden gebruikt voor de ademhaling tijdens het duiken, zijn alle van invloed op de nultijd.
Bij herhalingsduiken wordt met een aangepaste nultijd gewerkt. Bij deze berekening wordt de resthoeveelheid van de gassen in het bloed, gerelateerd aan de tijd tussen de duiken, door gebruik te maken van de RDP-tabel uitgedrukt in minuten. Deze moeten van de normale nultijd (berekend, als ware het een eerste duik) worden afgetrokken. Zo zal de aangepaste nultijd altijd korter zijn, tenzij de oppervlakte-interval zo lang is dat alle restgassen uit het bloed zijn verdwenen. In dat geval spreken we feitelijk niet meer van een herhalingsduik, maar weer van een nieuwe reguliere eerste duik. Duikcomputers houden automatisch rekening met herhalingsduiken.

## Praktisch voorbeeld
Als voorbeeld wordt hieronder een deel uit de duiktabel van PADI getoond. Uit de tabel kan worden afgelezen dat een niet-decompressieduik tot 30 meter maximaal twintig minuten kan duren. 
| Duikdiepte | Nultijd     |
| ---------- | ----------- |
| 10 meter   | 219 minuten |
| 16 meter   | 72 minuten  |
| 22 meter   | 37 minuten  |
| 30 meter   | 20 minuten  |
| 35 meter   | 14 minuten  |
| 40 meter   | 9 minuten   |